# Palaeolagus
Palaeolagus (en llatí, 'llebre antiga') és un gènere de lagomorfs extints.
Aquest animal de 25 cm de llargada s'assemblava molt als conills d'avui en dia. Tanmateix, tenia les potes posteriors més curtes, cosa que suggereix que probablement no podia saltar, sinó que es movia arrossegant-se, de manera similar als marmotinis. Llevat de P. intermedius, les espècies d'aquest grup eren més petites que Eurolagus fontannesi.